# Rubén Espinoza
Rubén Alberto Espinoza Molina est un footballeur chilien, né le 1er juin 1961 à Tomé. Il évoluait au poste de milieu de terrain.

## Biographie
Rubén Espinoza passe l'essentiel de sa carrière dans les clubs de l'Universidad Católica et de Colo Colo. 
Au total, il remporte sept Championnats du Chili. Avec Colo Colo, il remporte la prestigieuse Copa Libertadores en 1991.
Il reçoit 30 sélections en équipe du Chili entre 1983 et 1991.